# Asgard
En la mitología nórdica, Asgard (del nórdico antiguo Ásgarðr, 'recinto de los Æsir') es el mundo de los Æsir, gobernado por Odín y su esposa Frigg y rodeado por una muralla incompleta, atribuida a un anónimo hrimthurs, amo del caballo semental Svaðilfari, de acuerdo a Gylfaginning. Dentro de Asgard, se encuentra el Valhalla.
Forma parte de uno de los Nueve Reinos de Yggdrasil (o Yggdrasill), un fresno perenne también llamado el árbol de la vida o fresno del universo de la mitología nórdica. De las raíces y ramas del árbol, se mantienen unidos los mundos de Asgard, Midgard, Helheim, Niflheim, Muspellheim, Svartalfheim, Alfheim, Vanaheim y Jötunheim.

## Construcción
Tras la guerra con los Vanir, sus murallas se vieron destruidas, quedando vulnerable al ataque de los gigantes. Para reconstruirlas, los Æsir contrataron los servicios de un gigante que acordó reparar las murallas en un tiempo muy corto, y los dioses aceptaron influidos por Loki, que si esto era así, le cederían en pago por su trabajo al Sol, a la Luna, y a la diosa Freyja. Ahora bien, el arquitecto poseía un caballo maravilloso capaz de transportar en un instante masas increíbles de roca llamado Svadilfari; tanto y tan bien actuó que, pocos días antes del plazo fijado, el palacio se aproximaba a su perfección. Los dioses, que habían establecido el pacto porque creían que el gigante no era capaz de cumplirlo, sintieron miedo, y se les ocurrió crear una yegua maravillosa (que era, de hecho, Loki disfrazado), a la que pusieron en el camino del caballo. Este abandonó su trabajo para perseguirla, y el gigante fue incapaz de terminar el trabajo como había prometido. Furioso por su derrota, el gigante quiso lanzarse contra los dioses, pero Thor lo derribó.

## Fuentes

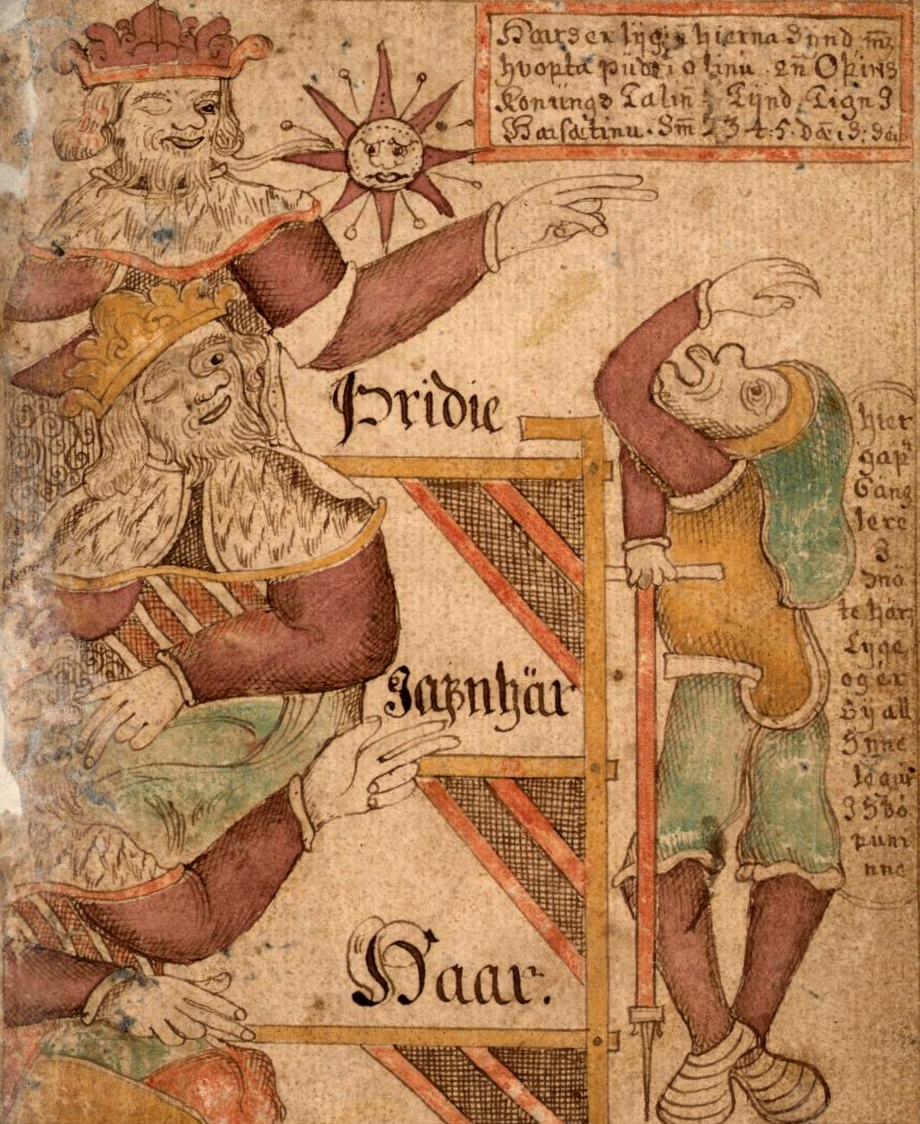
En la Edda prosaica, Gylfi, rey de Suecia antes de la llegada de los Æsir bajo el comando de Odín, viaja a Asgard y cuestiona a los tres oficiales sobre los Æsir, y estos lo engañan. Nótese que los oficiales tienen solo un ojo, signo de Odín. Uno de sus atributos es que puede hacer que lo falso parezca cierto. Manuscrito islandés del siglo XVIII.

### Edda poética
Völuspá, el primer poema de la Edda, menciona varias de las características y lugares del Asgard descrito por Snorri, como por ejemplo, Yggdrasil y Iðavöllr.

### Edda prosaica
La Edda prosaica presenta dos visiones de Asgard.

#### Prólogo
En el prólogo Snorri da una interpretación evemerista e influenciada por cristianismo de los mitos y los cuentos de sus ancestros. Sturluson conjetura que As-gard es el hogar de los Æsir (singular Ás) en As-ia, haciendo una conexión etimológica popular entre los tres "As-"; esto significa que los Æsir eran en realidad "hombres de Asia", y no dioses, que migraron de Asia al norte y que algunos comenzaron a casarse con gente de la región. Las interpretaciones de Snorri, del siglo XII, presagian las ideas del siglo XX de la migración indoeuropea desde el este.
Snorri también escribe que Asgard es una tierra más fértil que ninguna otra, bendecida con una gran abundancia de oro y joyas. Correspondientemente, los Æsir sobresalían entre todas las demás personas por su fuerza, belleza y talento.
Snorri propone la localización de Asgard como Troya, el centro de la tierra. En ella había 12 reinos y 12 jefes. Uno de ellos, Múnón, se casó con la hija de Príamo, Tróán, y tuvo un hijo con ella, Trór, que en nórdico antiguo se pronunciaba Thor. Este último fue criado en Tracia. A los doce años de edad, era más blanco que el marfil, tenía pelo más claro que el oro y podía levantar 10 pieles de osos a la vez. Con los años, exploró a lo lejos y a lo ancho. Odín, lideró una migración a las tierras septentrionales, donde se juntó con muchas esposas y tuvo muchos hijos, poblando todo el norte con Aesir. Uno de los hijos de Odín era Yngvi, fundador de la casa de Yngling, una temprana dinastía real sueca.

#### Gylfaginning

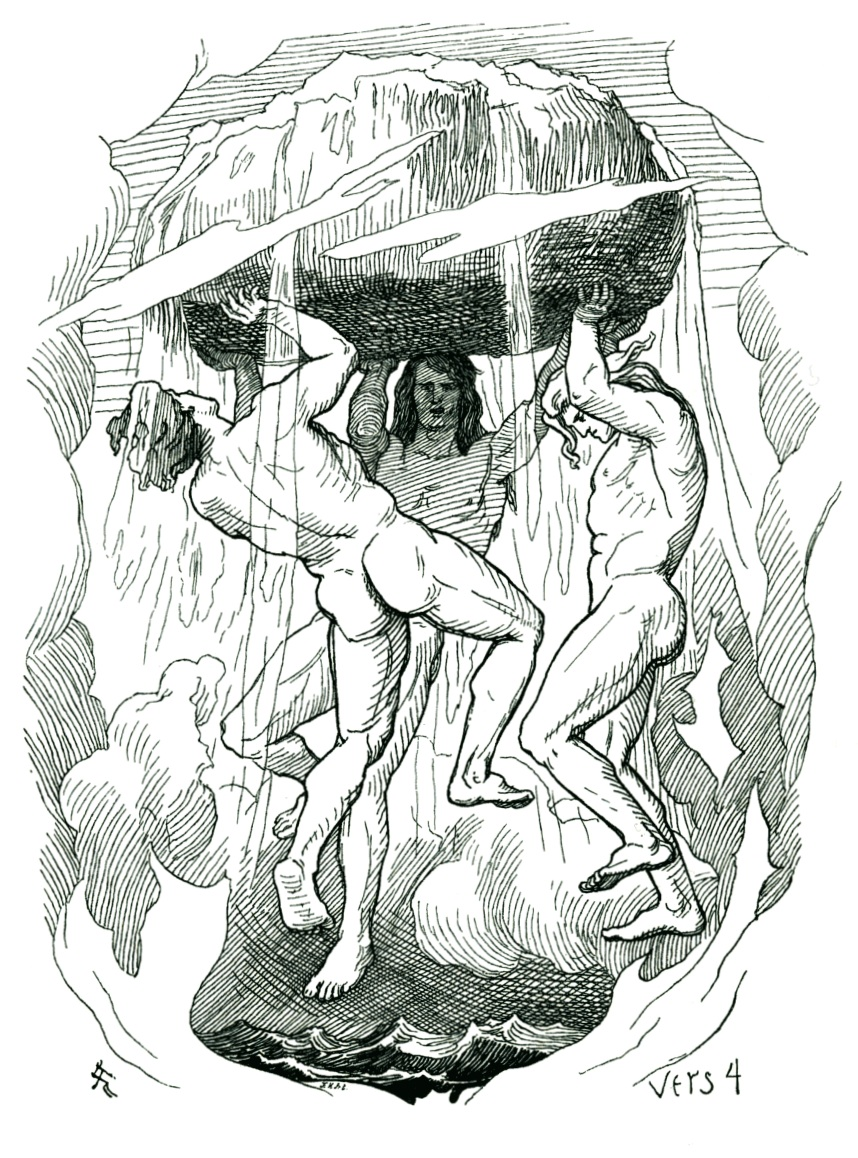
Una representación de cómo Odín, Vili y Vé crearon el mundo. Ilustración de Lorenz Frølich.

En Gylfaginning (”Engaño de Gylfi”), Snorri presenta su versión mitológica sacada sin duda de sus fuentes. En ese momento, los islandeses estaban siendo convertidos al cristianismo, por lo que él no pudo presentar los mitos como parte de una creencia actual. Recurre, en cambio, a una estratagema desacreditadora: Gylfi, rey de Suecia anterior a los Æsir, viaja a Asgard y se encuentra con un gran salón (Valhalla) en la segunda sección.
Dentro hay tres oficiales, a los que Gylfi, bajo la apariencia de Gangleri, le está permitido hacer preguntas sobre Asgard y los Æsir. Lo que sigue es una revelación de los antiguos mitos, pero al final, el palacio y la gente desaparecen en un trueno y Gylfi se encontró solo en una planicie tras haber sido engañado (Sección 59).
En Gylfaginning, el antiguo Asgard estaba regido por un dios mayor, el padre de todo, que tenía doce nombres. Era el señor de todo y el creador del cielo y la tierra (Sección 3). Durante la creación, la vaca cósmica Auðumbla lamió a Buri del hielo. Su hijo, Bor engendró a Odín, Vili y Vé, que construyeron el universo de los restos del gigante Ymir y pusieron a Midgard en él como residencia para la primera pareja de humanos, Ask y Embla, que crearon en la sección 9.
Los hijos de Bor construyeron Asgard como un hogar para los Æsir. Asgard está concebida en la tierra, y un puente de arcoíris, Bifrost, lo conecta con el paraíso (Sección 13). Dentro de Asgard hay un templo para los 12 dioses, Glaðsheimr, y otro para las 12 diosas, Vingólf y el llano de Iðavöllr es el centro (Sección 14).
Luego del Ragnarök, la tierra se volverá a levantar del mar, más hermosa que antes, y dónde antes se erigía Asgard, los remanentes de los Æsir se unirán tras salir de Helheim.

#### Skáldskaparmál
El escaldo del siglo X, Þorbjörn dísarskáld es citado en Skáldskaparmál declarando:

Thor ha defendido a Asgard y al pueblo de Ygg [Odín] con su fuerza.

### Heimskringla

#### Saga de los Ynglingos
En las primeras estrofas de la Saga de los Ynglings, Asagarth es la capital de Asaland, una sección de Asia al este del río Tana-kvísl o Vana-Kvísl (kvísl es "brazo"), el cual Snorri explica es el río Tanais (ahora Don), que fluye hacia el mar Negro.
Odín es el jefe de Asgard. De allí conduce y envía expediciones militares a todas partes del mundo. Tiene la virtud de jamás haber perdido una batalla (sección 2). Cuando se encuentra lejos, sus dos hermanos, Vili y Vé, gobiernan Asaland desde Asagarth.

## Otras formas
- Anglicanizaciones alternativas:Ian beta, Ásgard, Ásegard, Ásgardr, Asgardr, Ásgarthr, Ásgarth, Asgarth, Esageard, Asgarad, Ásgardhr, IcedGard;
- Forma común en sueco y danés: Asgård;
- Noruego: Åsgard (también Åsgård, Asgaard, Aasgaard);
- Islandés, feroés: Ásgarður;
- Gótico (Visigodo): Ensigart.